# Brzezie (gmina w województwie kieleckim)
Brzezie – dawna gmina wiejska istniejąca w latach 1973–1976 w woj. kieleckim (dzisiejsze woj. świętokrzyskie). Siedzibą władz gminy było Brzezie.
Gmina została utworzona 1 stycznia 1973 roku w woj. kieleckim w powiecie iłżeckim, przemianowanym 9 grudnia 1973 roku na starachowicki. W jej skład weszło 17 sołectw: Bostów, Bronkowice, Brzezie, Grabków, Jadowniki, Krajków, Łomno, Modrzewie, Nowy Bostów, Radkowice, Radkowice-Kolonia, Rzepinek, Szerzawy, Świętomarz, Świślina, Tarczek i Wawrzeńczyce. Obszary te należały dawniej (przed 1954) do gmin Rzepin, Tarczek i Bodzentyn.
1 czerwca 1975 roku gmina weszła w skład nowo utworzonego mniejszego woj. kieleckiego.
1 lipca 1976 roku gmina została zniesiona przez połączenie z dotychczasową gminą Pawłów w nową gminę Pawłów.